# Лохвиця
Ло́хвиця — старовинне місто в Україні, адміністративний центр Лохвицької міської територіальної громади Миргородського району Полтавської області. Розташоване на березі  річки Лохвиці (права притока річки Сули), на автошляху регіонального значення Р60 Кролевець — Конотоп — Ромни — Пирятин, за 12 км від залізничної станції Сула.
Населення Лохвиці становить близько 12 тис. жителів.
Історичне населене місце.

## Географія

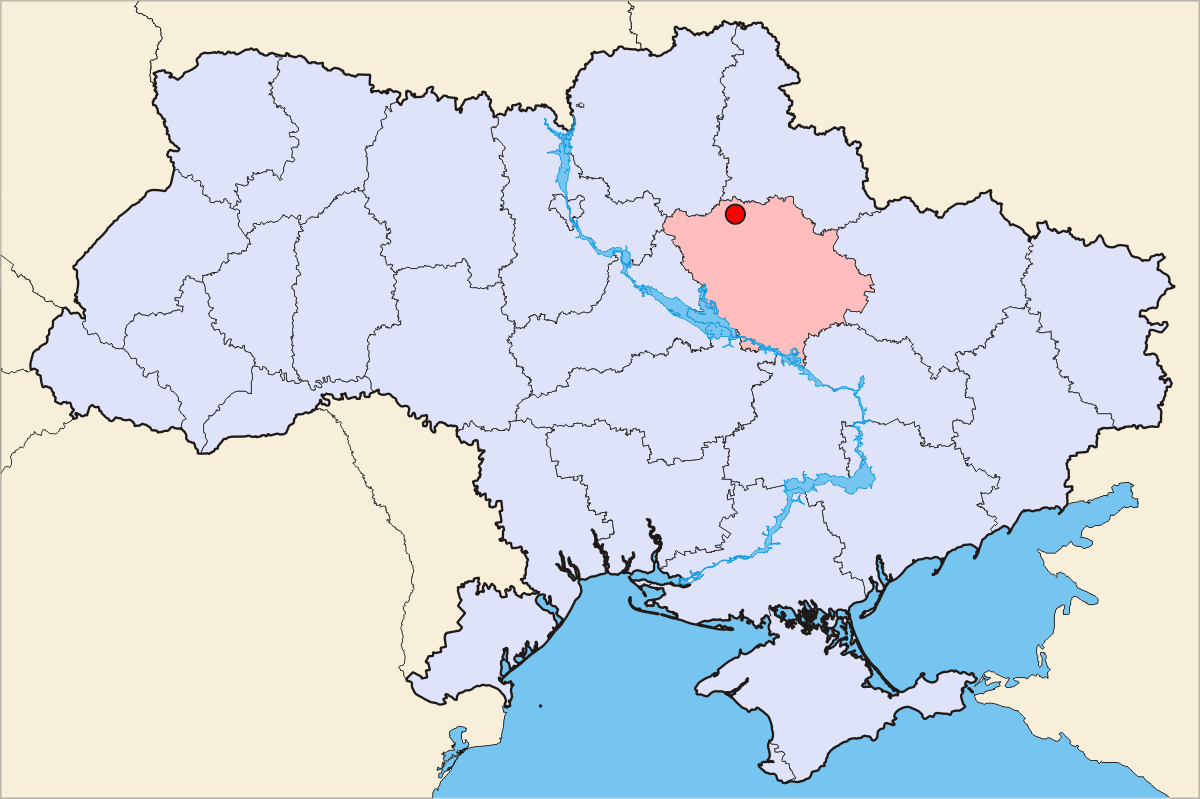
Розташування Лохвиці

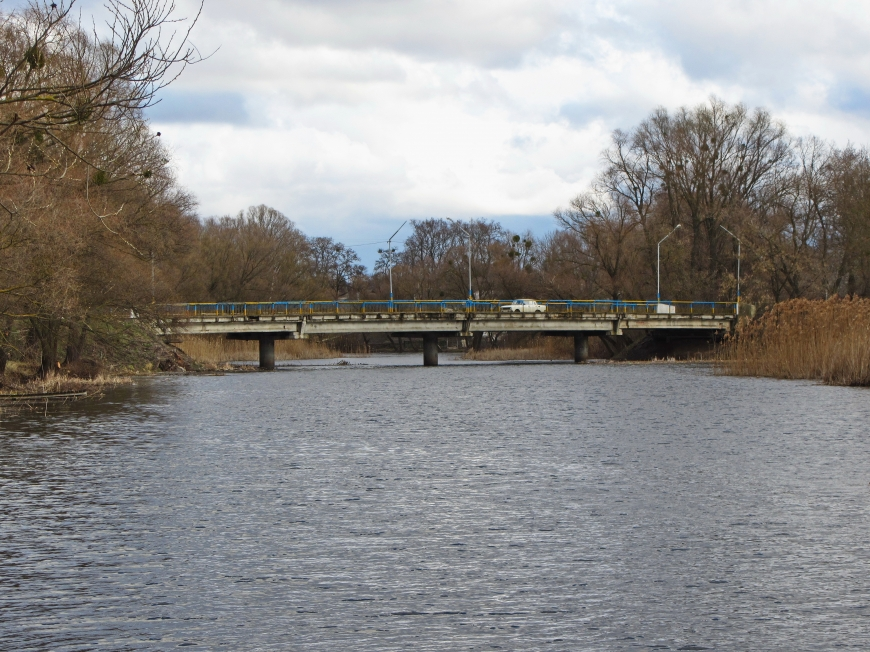
Річка Лохвиця

Місто Лохвиця розташоване на правому березі річки Сула в місці впадання в неї річки Лохвиця, вище за течією на відстані 3 км розташоване село Яшники, нижче за течією на відстані 5 км розташоване село Гаївщина, на протилежному березі — село Млини, вище по течією річки Лохвиця на відстані 1 км розташоване село Западинці. Відстань до столиці м. Києва — 220 км, до обласного центру м. Полтави — 174 км.
Через місто проходить автошлях регіонального значення Р60.

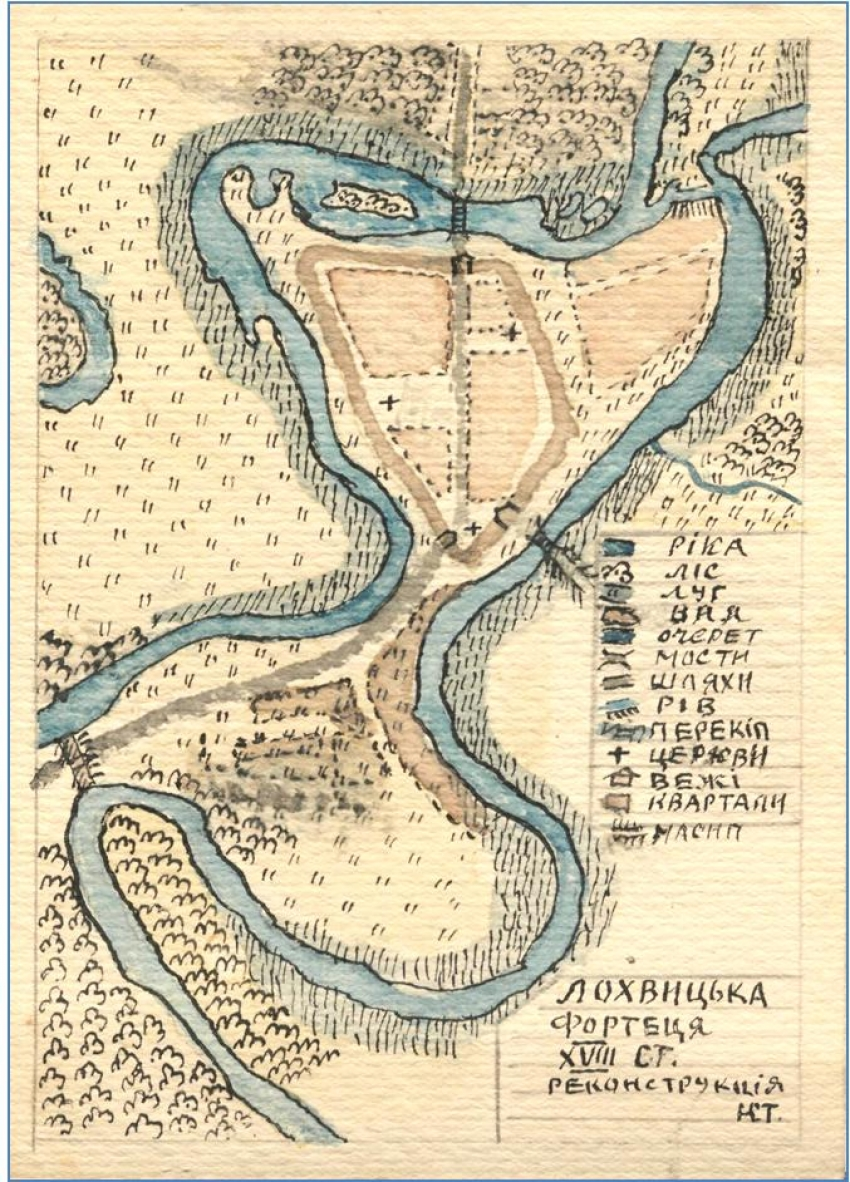
План Лохвицької фортеці у XVII—XVIII століттях, розроблений Т. Я. Крестінським

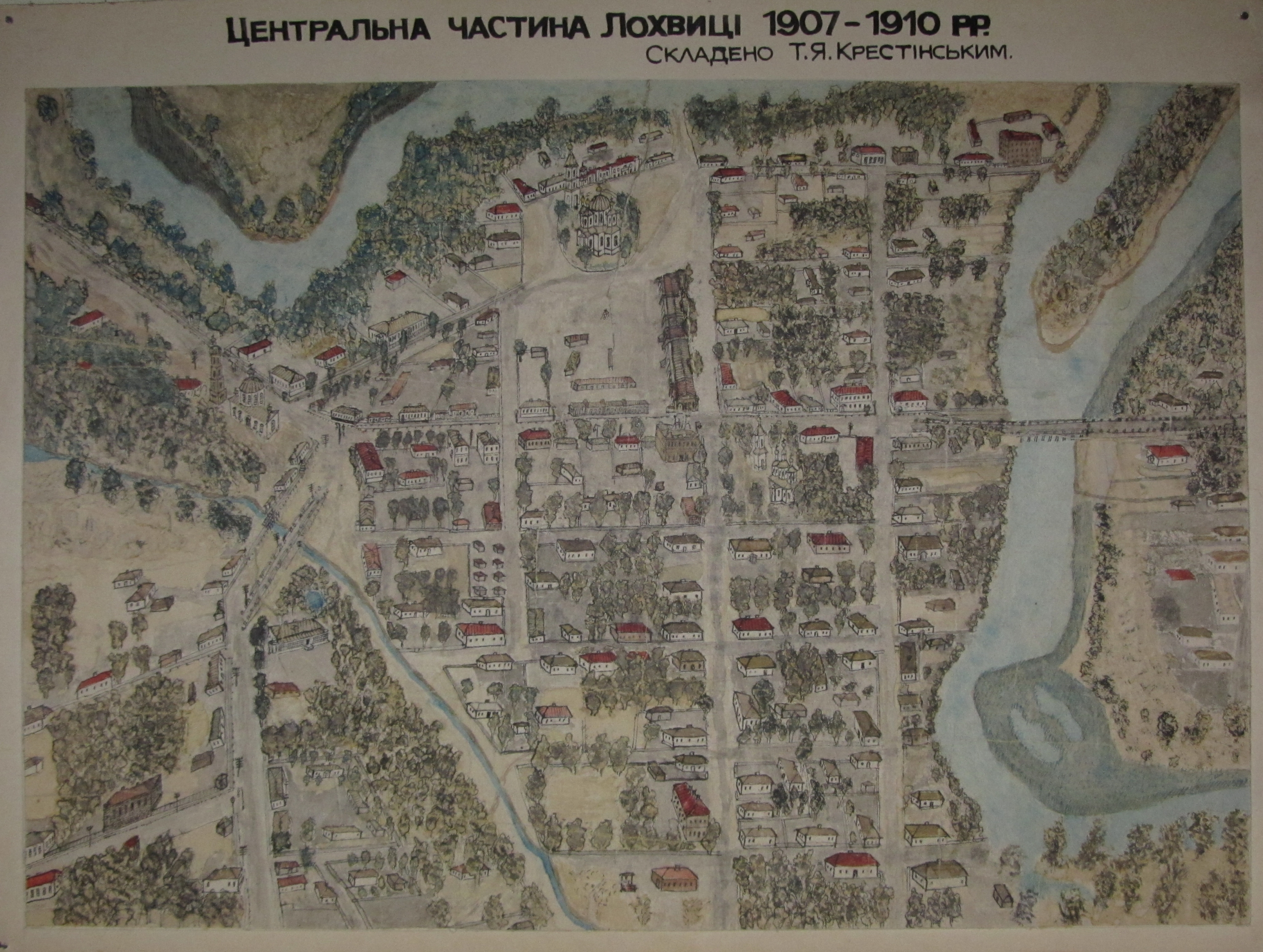
План центральної частини м. Лохвиця, розроблений Тимофієм Яковичем Крестінським у 1907—1910 рр.

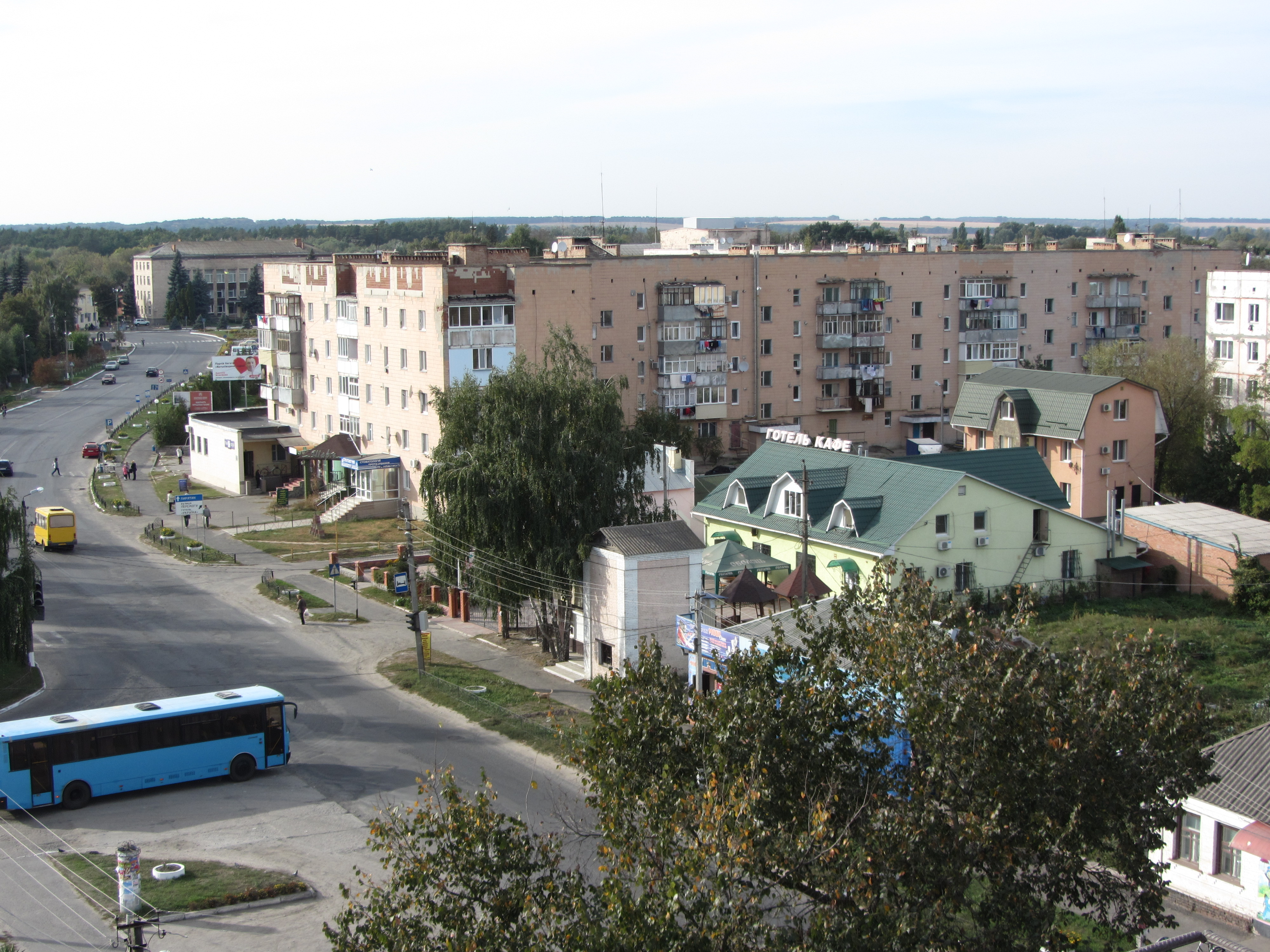
Вулиця Героїв України. Район «старої автостанції» (2015)

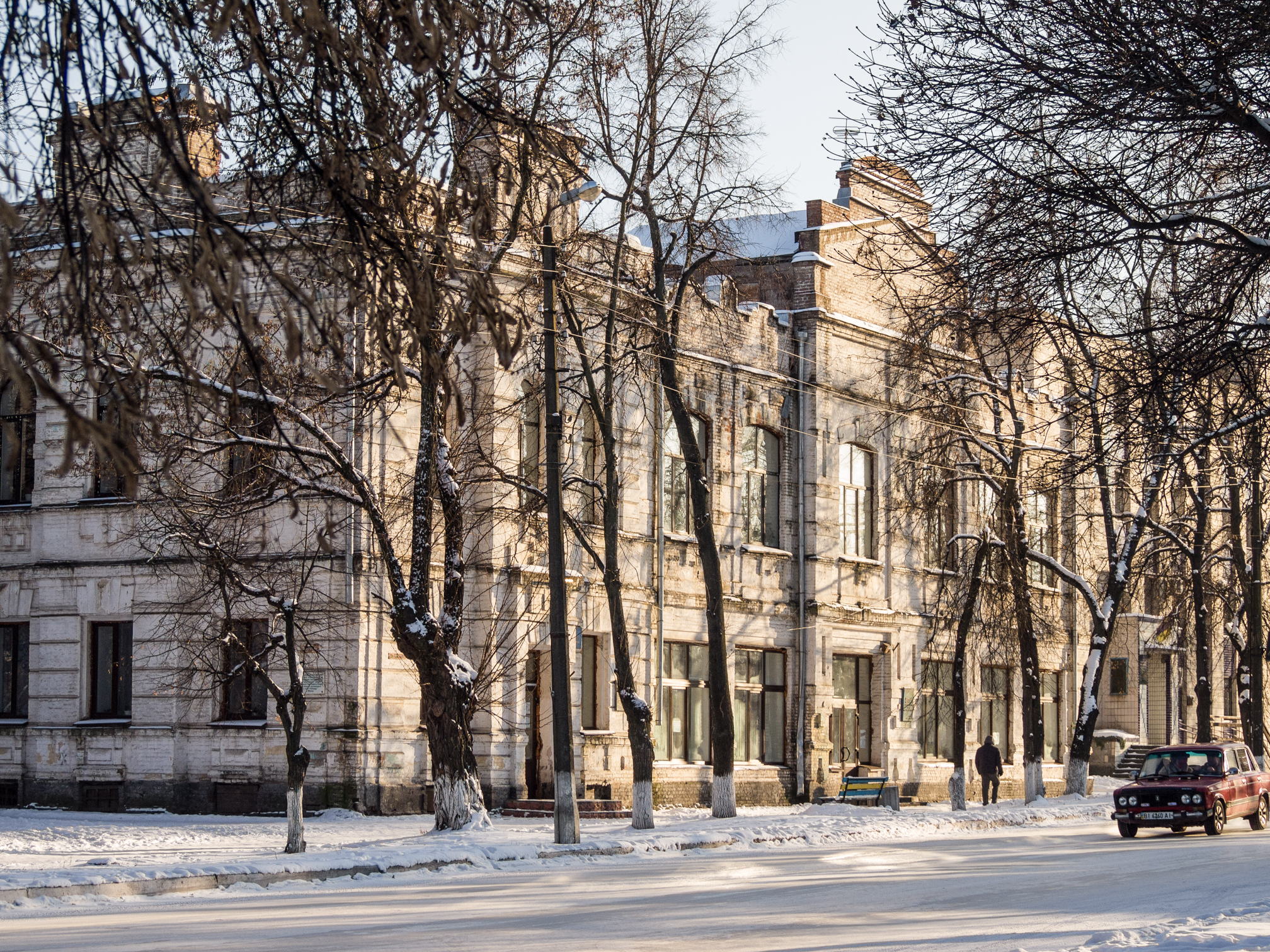
Колишній будинок Товариства сільських господарів (побудований у 1907 році). Нині в цьому приміщенні — районна бібліотека

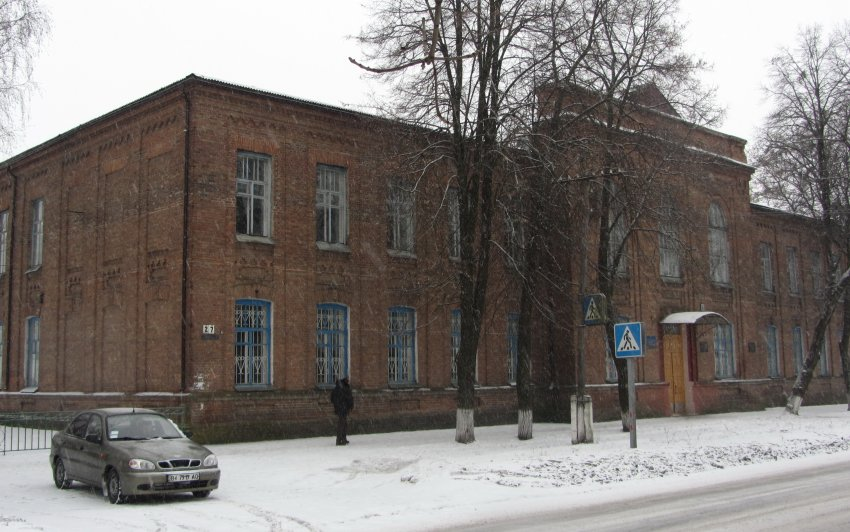
Будинок колишнього Реального училища (побудований у 1910 р.). Нині в даному приміщенні — Медичне училище

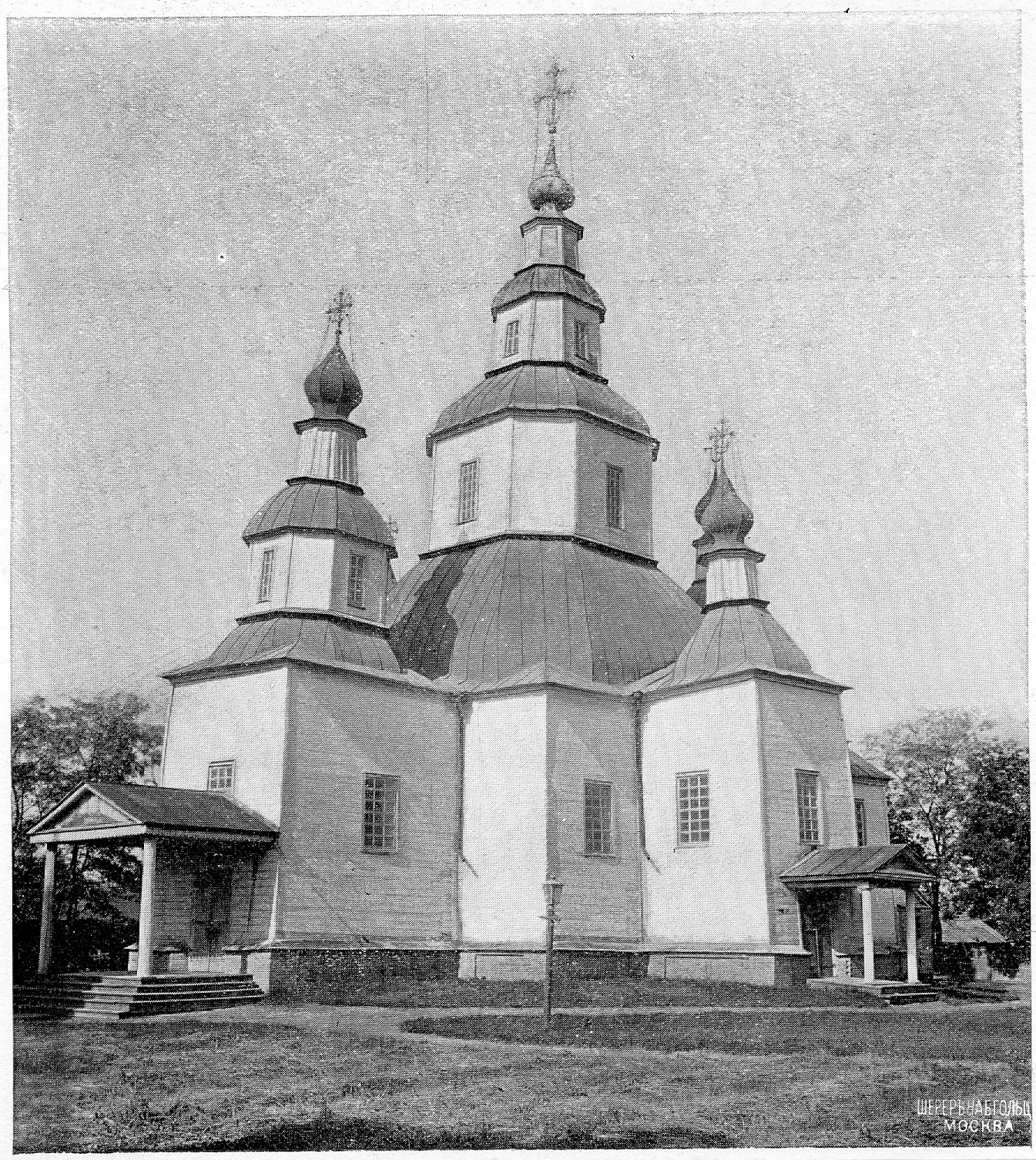
Спасо-Преображенська церква у м. Лохвиця (1904)

## Історія

### X—XIX століття
Точний час заснування міста невідомий. За часів Київської Русі входила до складу Переяславського князівства і була одним з укріплень Посульської оборонної лінії. Вперше в історичних джерелах згадується у 1320 році. У «Книге большому чертежу» (1618 р.) зазначена як містечко, що мало укріплення — Лохвицьку фортецю. У 1644 році місто отримало магдебурзьке право і герб, що зображував міські ворота з баштами на них.
У 1648—1658 роках, Лохвиця — сотенне місто Миргородського, пізніше Лубенського (1658—1781) полків. Під час Визвольної війни проти польської шляхти Лохвицька козацька сотня у складі війська Богдана Хмельницького брала участь у битвах під Пилявцями (1648), Зборовом (1649), Берестечком (1651), Батогом (1652), Жванцем (1653). Під час Північної війни між Росією і Швецією Лохвицький сотник П. Мартос підтримував гетьмана Івана Мазепу. В місті містилася гетьманська скарбниця.
У 1729—1751 роках (з перервами) лохвицьким сотником був український правник і державний діяч Василь Стефанович.
Після ліквідації автономії Лівобережної України Лохвиця — центр повіту Чернігівського намісництва (1781—1796), заштатне місто Малоросійської (1796—1802) і центр повіту Полтавської губернії (1802—1923).
За 1740 рік збериглася Ревізька книга Лубенського полку, де описується населення Лохвиці на той рік: 
- козаків - 68 дворів,
- старшинських підсусідків - 46 дворів,
- козачих підсусідків - 65 дворів,
- посполиті - 70 дворів,
- тендетники - 2,
- кравці - 2,
- шапочники - 4,
- котлярі - 1,
- ковалі - 2,
- шевці - 13,
- ткачі - 3,
- кушнірі - 5,
- шаповали - 1,

- гончар - 2,
- двори, які налажели старшинам, чиновникам та служителям - 59.

За підрахунками дворів та сімей, якщо припускати, що у кожній сім'ї було 4 особи, то у 1740 році у Лохвиці проживало 1200 людей. 
У 1763 році на збудування п'ятиверхої Різдвобогородицької церкви нанято майстра Іллю Бродацького, роботу якого закінчував Василь Волошенко. Церква стала основою Собору Різдва Пресвятої Богородиці.
У 1825 році у Лохвиці діяв осередок Південного таємного товариства декабристів. У 1905 році в місті мали місце народні заворушення, спрямовані проти самодержавства.
Ще наприкінці 90-х років ХІХ століття у місті Лохвиця був створений аматорський театр. А у 1905-1906 роках у місті було побудовано один з найкращих на Полтавщині народний дім, де театр дістав постійну сцену. Лохвицький будинок народного дому було споруджено у 1905-1906 роках за проєктом українського архітектора Василя Кричевського. Образ споруди повністю відповідає принципом раціоналізму початку ХХ століття. 

### Початок ХХ століття
|                                        |  |  |
| Ювілейна монета НБУ присвячена Лохвиці |  |  |

8 (21) липня 1901 року у м. Лохвиця на вулиці Лубенській (нині — вул. Шевченка) було відкрито Народний будинок (театр). Струнка дерев'яна двоповерхова споруда театру, який став візитною карткою повітового міста, доповнила його своєрідний архітектурний силует.
Ось як про цю пам'ятну подію написала Олена Пчілка в своїй статті вміщеній в січневому номері журналу «Кіевская старина» за 1902 рік:
|  | ... Въ началѣ іюля минувшаго лѣта, въ сосѣднемъ уголкѣ Полтавщины, г. Гадячѣ, — гдѣ я проводила лѣто, — прошелъ слухъ, что въ Лохвицѣ предстоитъ открытіе Народнаго дома. Мы, гадячане, какъ ближайшіе сосѣди лохвичанъ, посчитали, что это до нѣкоторой степени нашъ общій полтавскій праздникъ, а потому некоторые изъ насъ, въ томъ числѣ и я съ братомъ, докторомъ А. П. Драгомановымъ, отправились ко времени торжества въ Лохвицу... Добравшись до Лохвицы (двѣ станціи по желѣзной дорогѣ, и 12 верстъ лошадьми), мы съ братомъ подъѣхали къ квартирѣ своего стараго знакомаго, члена суда, разсчитывая на его помощь; но, оказалось, что онъ былъ уже на торжествѣ. Тогда мы, какъ заправскіе туристы, никому неизвѣстные и никого больше не знавшіе, отправились разыскивать въ Лохвицѣ новую достопримѣчательность, — «Народный домъ». Мы нашли его, конечно, безъ труда. На ступеняхъ зданія была толпа, двери его были широко открыты; къ счастью, онѣ были открыты для всѣхъ и въ переносномъ смыслѣ: — никакихъ билетовъ для входа не требовалось, и мы вошли въ домъ. Большой, свѣтлый театральный залъ его былъ полонъ публикой всякаго рода; молебствіе уже кончилось, на эстрадѣ дочитывался докладъ, — исторія постройки Народнаго дома... Послѣ дѣлового отчета, прочтенъ былъ г-номъ Русиновымъ рефератъ о значеніи театра вообще и въ частности народнаго театра національнаго, вслѣдъ за чѣмъ референтъ подробно остановился на исторіи театра малорусскаго, — отъ первыхъ драматическихъ пробъ до настоящаго времени, — при чемъ дана была характеристика современнаго малорусскаго драматическаго репертуара въ его лучшихъ образцахъ... |

На той час, подібні культурні заклади в губернії були лише в Полтаві, Кременчуці та Лубнах. Відтоді Лохвиця стала театральним містом, адже Народний будинок, збудований на кошти земства та добровільних пожертвувань, було споруджено як справжній театр: тут був зручний партер, дві гримувальні кімнати, ложі з балконом, глибока сцена з падугами.
До Лохвиці на гастролі приїздили артисти петербурзької опери, «мандрівні» трупи російських артистів В. Андреєва-Бурлака, Маріуса Петіпа, українські — полтавського мецената Ф. Волика, у трупі якого завжди були Марія Заньковецька і Марко Кропивницький.
У 1903 році трупа артистів під керівництвом М. Петіпа поставили у Лохвицькому Народному будинку п'єсу Максима Горького «На дні», вдруге після Москви. Ця вистава у Лохвиці пройшла з великим успіхом. Після закінчення вистави вдячні лохвичани піднесли артистам пам'ятну стрічку.
У тому ж 1903 році до Лохвиці разом з Марією Заньковецькою і молодим І. Мар'яненком прибув Марко Лукич Кропивницький, видатний український драматург, основоположник українського професійного реалістичного театру. Відбулася хвилююча зустріч з лохвицькою самодіяльною трупою, письменником Архипом Тесленком, з яким листувався Кропивницький. На сцені Народного театру м. Лохвиця робив свої перші кроки як музикант майбутній талановитий композитор Ісак Осипович Дунаєвський.
У «Энциклопедическом словаре» Брокгауза і Єфрона приводяться дані складу населення міста за 1894 рік: з 11013 жителів у Лохвиці було 4816 чоловік «юдейського віросповідання», тобто 43,7 %. А якщо від загальної кількості відкинути тимчасових 915 військових (у Лохвиці того часу стояв, напевне полк), то відсоток єврейського населення зросте до 47,7 %, тобто євреї становили мало не половину міського населення. У 1905 році на 100 жителів Лохвиці припадало 27,6 євреїв (в повіті — 3 %), в 1910 році з 1689 дворів у Лохвиці 406 було єврейських.

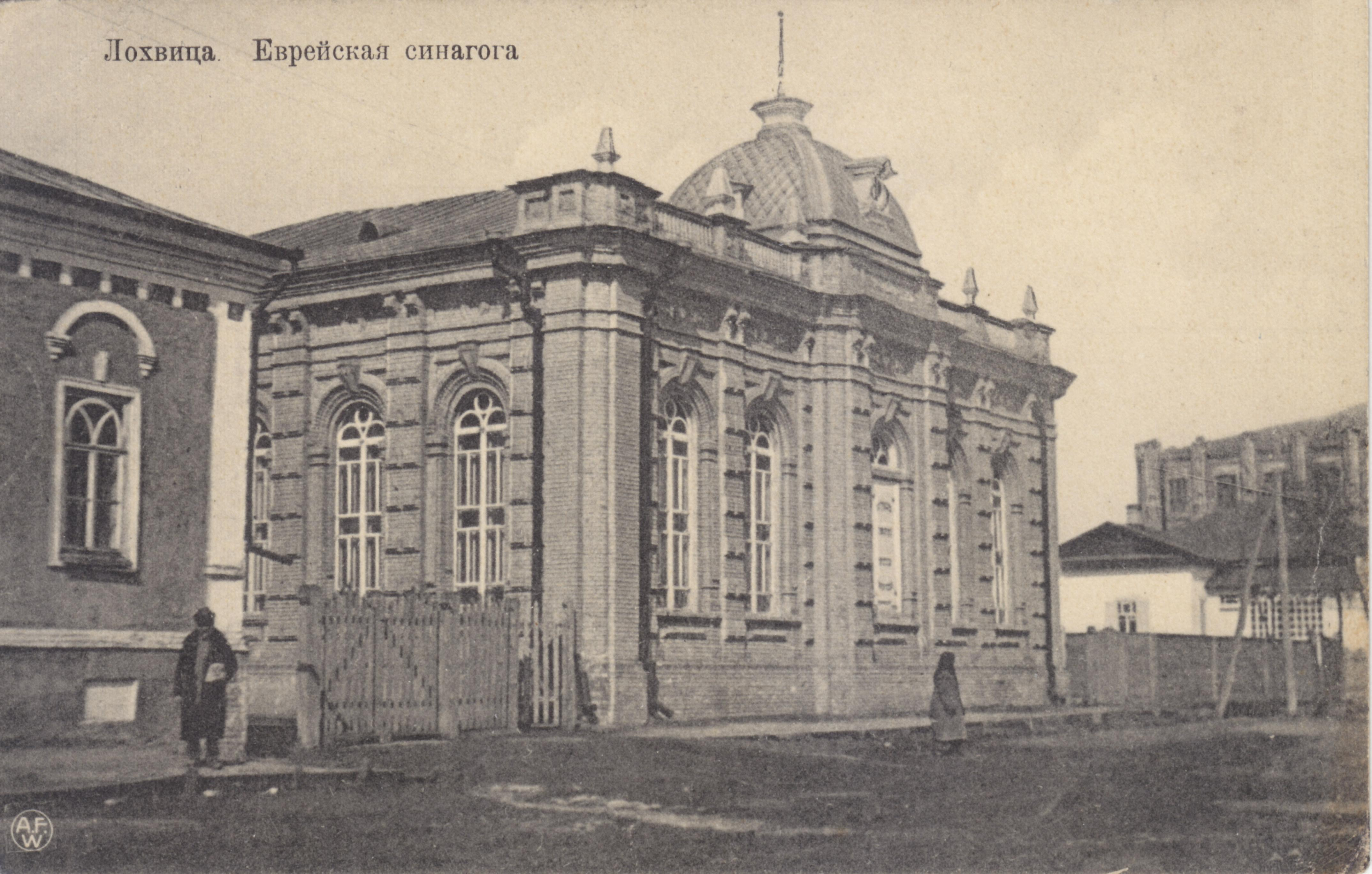
Будівля єврейської синагоги у м. Лохвиця (фото початку ХХ століття)

Незважаючи на суворі реалії, єврейська община впливала на суспільне та економічне життя міста. З нерухомості, що належала общині, можна виділити синагогу і приміщення кількох шкіл. Вони збереглися до наших часів. В будинку синагоги, розташованому по вулиці Гоголя (а раніше це була Шкільна), свого часу розміщався інкубатор та СПМК-1. Далеко за межами Лохвиці були відомі купці Урінсон та Беніонович. Братам Туревським належали цегельня та шкіряний завод. Підприємці міщанка Двейра Лейбівна Іткіна та купець Абрам Лазарович Радилевський мали в місті універсальний магазин, у якому продавалося все, починаючи з дамської пудри і аптекарських товарів і закінчуючи музичними інструментами та мисливськими рушницями, їм також належав невеликий завод безалкогольних напоїв.

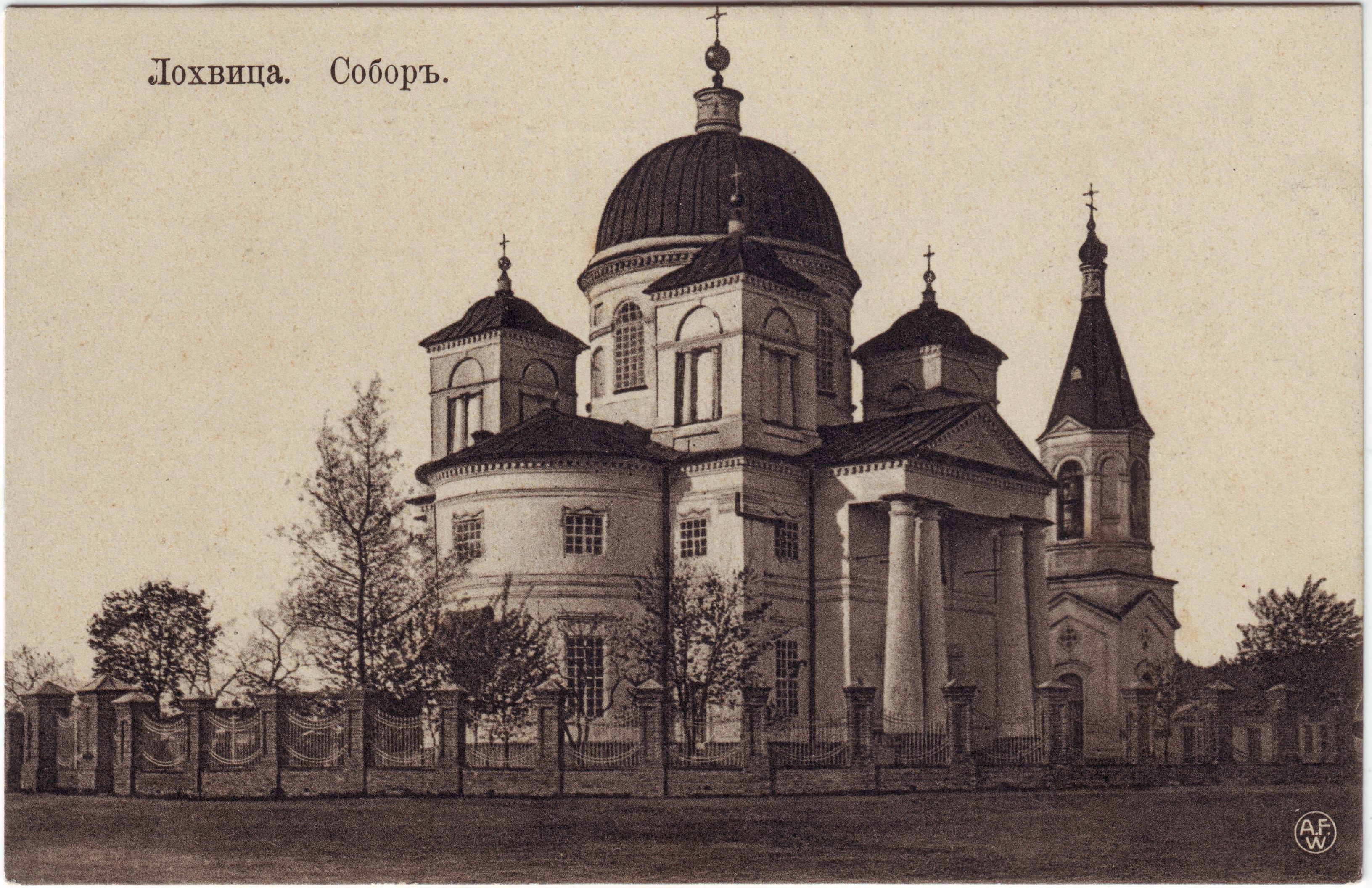
Собор Різдва Пресвятої Богородиці (фото поч. ХХ ст)

Приблизно у 1913—1914 роках саме Іткина та Радилевський надрукували і розповсюдили через власний магазин до 50 типів поштових листівок з фотографічним зображенням цікавих будівель міста, площ, вулиць, установ, закладів тощо. Завдяки цьому ми сьогодні маємо уявлення, якою була Лохвиця на початку століття. Євреї-підприємці були зачинателями багатьох нових справ у місті. Так, у 1888 році на перехресті вулиць Лубенської і Шиянської (нині — вулиці Шевченка і Тесленка) почала діяти перша у Лохвиці друкарня, яка належала братам Дельбергам. Тут друкувалися матеріали і звіти повітного земства і товариства сільських господарів, перші місцеві газети — «Бюлетень Лохвиці», «Лохвицьке слово» і навіть «Вестник Хорольского общества сельского хозяйства». У 1912 році в центрі почала діяти ще одна друкарня купця А. Л. Радилевського і міщанки Б. Я. Пунянської. Свого часу тут друкувалася газета «Лохвицький вестник». На вулиці Лубенській, неподалік від Народного будинку, містилася ще й третя друкарня Хазановича, продана у 1914 році 3. Браславському. У 1920 році всі три друкарні були націоналізовані і злиті в одну, яка стала гордо називатися «радянською». Стосовно ж сучасної друкарні, то на її місці до революції стояв кінотеатр-ілюзіон «Ідеал», який належав братам Грінбергам і називався ще електротеатром. Кіномеханіком свого часу тут працював С. Б. Журавський.

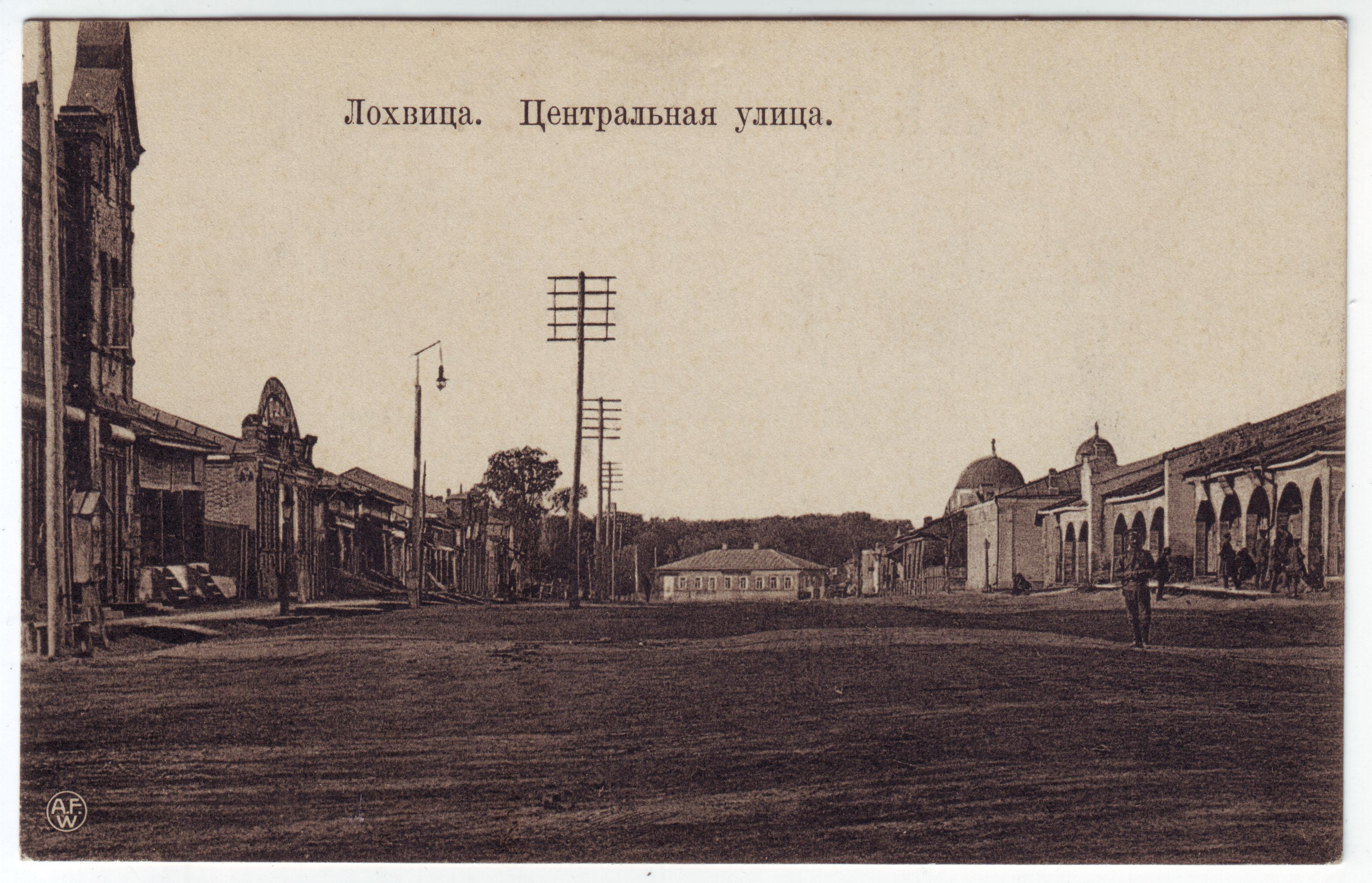
Центральний бульвар на початку ХХ століття

Переписом 1910 року у Лохвиці зафіксовано 1689 господарств (козацьких — 691, селянських — 216, єврейських — 406) і 9531 жителя. Станом на 1917 рік у місті діяли 6 православних церков і синагога, жіноча гімназія, реальне, міське та комерційне училища, навчальні ремісничі майстерні, електростанція, аптека, земська лікарня, кінотеатр. Народний будинок (театр), Товариство сільських господарств — вченим секретарем був Ренський Михайло Дмитрович, два товариства взаємного кредиту, три друкарні, цегельний і шкіряний заводи, тютюнова фабрика.
У 1918 році у Лохвиці було видано російсько-український словник.
10 березня 1917 року обрано першу Лохвицьку раду робітничих депутатів. Радянську владу проголошено 22 січня 1918 року. У 1919 році для боротьби з добровольчою армією Денікіна у місті створено 500-й Лохвицький робітниче-селянський полк. У період колективізації 1929—1932 рр. на околицях Лохвиці було створено 7 приміських колгоспів. Не обійшло Лохвицю лихо голодомору 1932—1933 років.
З 27 лютого 1932 року місто увійшло до складу новоствореної Харківської області. 
22 вересня 1937 року, відповідно з постановою ЦВК СРСР, місто увійшло до складу нової Полтавської області. 
У роки німецько-нацистської окупації (12.09.1941—12.09.1943 роки) гітлерівці стратили близько 400 жителів міста, більшість з них представники єврейської громади міста, 536 осіб вивезли на примусові роботи до Німеччини. У Лохвиці діяли міська підпільна група і антифашистське підпілля у вірменському легіоні. З 1 вересня 1942 року місто стало адміністративним центром Лохвицького ґебіту. У вересні 1943 року, після визволення, у місті містився штаб Воронезького фронту на чолі з генералом армії Миколою Ватутіним.
У другій половині ХХ століття в  Лохвиці діють цегельний завод і завод продтоварів «Зоря», швейна фабрика і багатогалузева фабрика «Жовтень», комбінати промислового харчування і побутового обслуговування, будівельні організації, 3 середні школи, спортивна і музична школа, педучилище, СПТУ-27, станція юних техніків і натуралістів. Будинок культури, піонерський клуб, бібліотека, Лохвицький краєзнавчий музей, поліклініка, районна та дитяча лікарня. Видається газета «Зоря». 

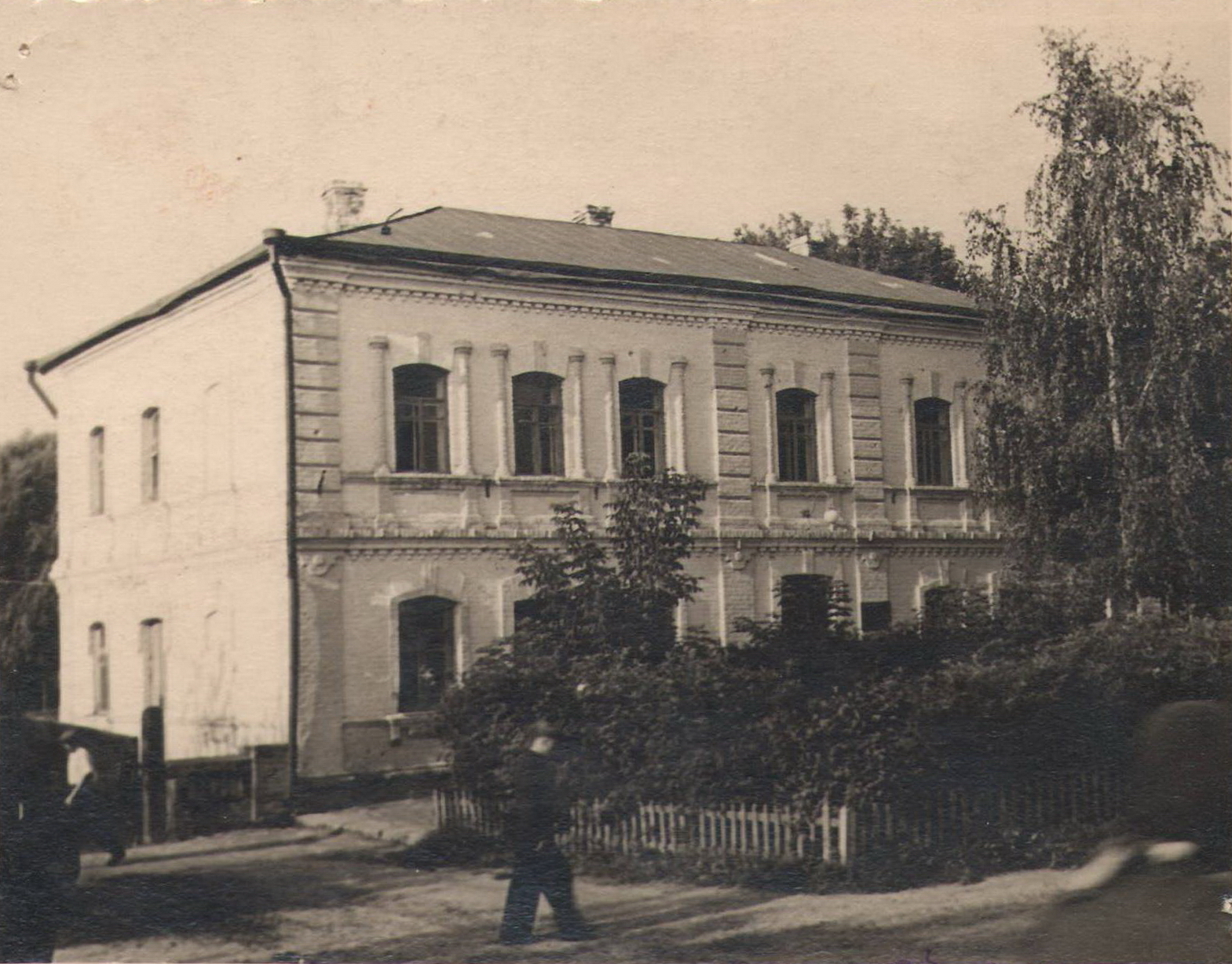
Будинок районного відділу освіти (побудований на початку ХХ століття як частина комплексу Гостинного двору)

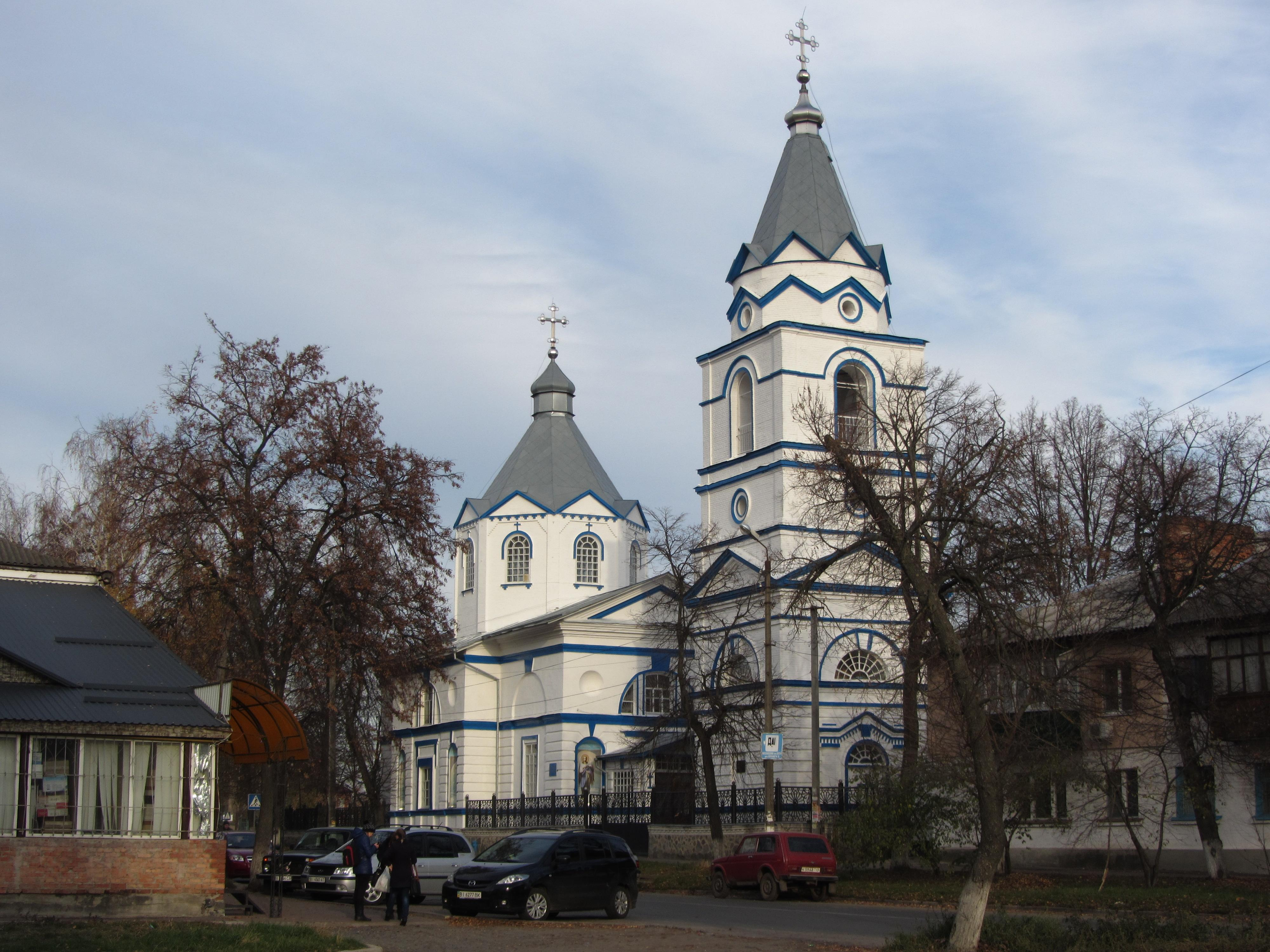
Благовіщенська церква (побудована 1800 р.). Частково зруйновна у 1930-х роках, відбудована на початку 1990-х рр.

У Лохвиці у різні часи видавалися такі газети: «Бюлетень Лохвицкой уездной земской управи» (1903—1905), «Лохвицкий вестник» (1913—1914), «Лохвицкое слово» (1912—1918), «Провесінь» (1918), «Робітник» (1919), «Известия» (1919), «Вісті» (1920—1923), «В соціалістичний наступ» (1930—1937), «Більшовицька трибуна» (1937—1941,1943), «Лохвицьке слово» (1941—1942), «Вісті Лохвиччини» (1942—1943), «Зоря Лохвиччини» (1943—1944), «Зоря» (з 1944), «Лохвицький вісник» (1990—1991), «Добридень» (з 1997 р.).
Окрім сучасних пам'ятників, у Лохвиці також багато історичних споруд, що були побудовані в середині XIX — на початку XX століть Серед них: Лохвицька синагога, побудована на гроші відомого лохвицького мецената та підприємця Дунаєвського, будівля поліцейської управи, будинок повітового з'їзду, тютюнова фабрика Дунаєвського (на ній і досі збереглися вензелі з літерами «Є. Д» — Євель Дунаєвський), будинок Товариства сільських господарів, будинки реального училища та жіночої гімназії, будинок Гостинного двору, будинок повітового дворянства, кована огорожа Миколаївської церкви, старовинний єврейський цвинтар та багато інших унікальних місцин, старовинних будиночків і хат.
В останні роки, унікальні споруди, що пережили Першу світову війну, революцію, колективізацію, німецько-нацистську окупацію та радянський режим нищаться місцевою владою, підприємцями та місцевими жителями — навмисне чи через недбальство.[джерело?]
17 липня 2020 року, в результаті адміністративно-територіальної реформи та ліквідації Лохвицького району, місто увійшло  до складу Миргородського району.
В ніч на 26 жовтня 2021 року у Лохвиці зруйнований «пам’ятник комсомольцям».

## Населення

### Національний склад
Національний склад населення за даними перепису 2001 року:
| Національність  | Відсоток |
| --------------- | -------- |
| українці        | 95,74%   |
| росіяни         | 3,59%    |
| білоруси        | 0,22%    |
| вірмени         | 0,15%    |
| євреї           | 0,10%    |
| інші/не вказали | 0,20%    |

### Мова
Розподіл населення за рідною мовою за даними перепису 2001 року:
| Мова            | Чисельність, осіб | Доля   |
| --------------- | ----------------- | ------ |
| Українська      | 11 895            | 96,65% |
| Російська       | 380               | 3,09%  |
| Вірменська      | 13                | 0,11%  |
| Білоруська      | 9                 | 0,07%  |
| Румунська       | 3                 | 0,02%  |
| Угорська        | 2                 | 0,02%  |
| Польська        | 1                 | 0,01%  |
| Інші/Не вказали | 4                 | 0,03%  |
| Разом           | 12 307            | 100%   |

## Економіка
У місті діють АТ «Лохвицький промкомбінат», харчосмакове орендне підприємство «Зоря» (не працює), цегельний завод (не працює), дві будівельно-монтажних організації і три шляхових будівельно-експлуатаційних, підприємство «Харчування» АТП-15342 (напівзруйноване) і авто підприємств облспоживспілки, управління житлово-комунального господарства, управління експлуатації газового господарства, друкарня, районна і дитяча лікарні, поліклініка, 7 аптек, готель-кафе «Корона»  , ряд побутових підприємств, будинок культури, краєзнавчий музей, бібліотека, дві середні загальноосвітні школи і одна гімназія, спортивна і музична школи, медичне училище, професійно-технічне училище № 27, станції юних техніків і натуралістів, будинок школярів, відділення «Полтавабанку», Ощадного банку, пошта, підприємство електрозв'язку «Укртелеком», кілька малих і кооперативних підприємств.
Раніше в місті існувала швейна фабрика (нині зруйнована).

## ЗМІ
У Лохвиці видається газета «Зоря», яка заснована 2 січня 1912 року. Газета «Зоря» — одна з найстаріших «районок» області. Неодноразово виходила переможницею у республіканських конкурсах, відзначена Почесною Грамотою Президії Верховної Ради УРСР (Указ від 21 березня 1969 року).
У різні роки редакторами районної газети працювали: Б. Козаков, Б. І. Дунаєвський, Терещенко, С. Г. Кошовець, Б. Н. Агранович, П. Мінько, С. Любовський, М. Дробний, П. Г. Ясинський, М. Паук, М. Бондаренко, А. Жук; в післявоєнні часи: І. С. Чернегіль, І. Ф. Бейкун, П. А. Стендик, М. П. Потькало, І. О. Ященко, В. Г. Гіржов. Нині трудовий колектив очолює О. В. Москаленко.

## Об'єкти соціальної сфери
- Дитячий садочок.
- Лохвицька гімназія № 1.
- Школа № 2.
- Школа № 3.
- Лохвицька філія Полтавського технікуму харчових технологій.
- Лохвицьке медичне училище.
- Лохвицька центральна районна лікарня.
- Лохвицьке професійно-технічне училище № 27.

## Природоохоронні об'єкти
- Сосновий парк
- Дубовий гай
- Дуб черешчатий

## Пам'ятки
У місті є краєзнавчий музей імені Григорія Сковороди, заснований у 1919 році, у фондах якого понад 15 тис. експонатів. Серед міських монументів заслуговують на увагу пам'ятник видатному українському просвітителю і філософу Григорію Сковороді (1922 рік, скульптор Іван Кавалерідзе), встановлений до 200-річчя з дня його народження, а також пам'ятник українському письменнику Архіпу Тесленку (1974 рік, скульптор І. Коломієць, архітектор А. Корнєєв).
Постановою Ради Міністрів УРСР № 532 від 24 листопада 1976 року Лохвиця занесена до переліку малих і середніх міст України, що мають пам'ятники історії, архітектури і містобудування.

Вулиці, що носять назву Лохвицька є у містах Київ, Суми, Чернівці, Гадяч.

## Відомі особи

### Народилися
- Булах Григорій Іванович — письменник, поет, перекладач, народний артист України.
- Васютинський Анатолій Георгійович — заслужений діяч наук УРСР, професор Київського інституту удосконалення лікарів.
- Веніамін (Пуцек-Григорович) — російський церковний діяч
- Войтер Сергій Віталійович — молодший сержант Збройних сил України, учасник російсько-української війни.
- Голуб Андрій — старшина Армії УНР
- Гордон Володимир Михайлович — український науковець-правознавець, доктор цивільного права, професор, доктор юридичних наук.
- Городовенко Нестор Феофанович — український хоровий диригент, керівник капели «Думка»
- Грипак Володимир Олексійович — художник театру.
- Дмитренко Михайло — художник.
- Доля Віктор Сидорович — науковець-насіннєзнавець, буряківник, доктор сільськогосподарських наук.
- Дунаєвський Ісак Осипович — радянський композитор
- Жмурко Юрій Володимирович (1977—2022) — солдат Збройних Сил України, учасник російсько-української війни.
- Кайданов Яків Кузьмич — автор перших в Російській імперії підручників з ветеринарії.
- Каневський Давид Ісакович — український радянський поет.
- Коваленко Олег Миколайович — підполковник СБУ, учасник російсько-української війни.
- Кущинський Антін — підполковник Армії УНР, один із організаторів Українського Вільного Козацтва на Полтавщині, Військовий і Кошовий отаман УВК, редактор часопису «Українське Козацтво», письменник, історик та публіцист.
- Нікітін Федір Михайлович — радянський актор театру і кіно.
- Петренко Микола Євгенович — письменник, поет.
- Піроцький Федір Аполлонович — український інженер, винахідник першого у світі трамвая на електричній тязі.
- Попов Дем'ян Володимирович — лікар-гомеопат, засновник київської гомеопатичної школи.
- Радченко Олександр Маркович — український композитор і диригент
- Ротмістров Михайло Миколайович — український мікробіолог.
- Ціховський Павло — український живописець XVIII століття.
- Яцута Костянтин Захарович — лікар-анатом і антрополог.
- Горб-Ромашкевич Феодосій Косьмич — правознавець і економіст
- Хльобас Дмитро Вікторович — український футболіст, нападник «Колос» та екс-гравець молодіжної збірної України.

### Похований
- Григорій Гамалія‎ — український військовий діяч другої половини XVII століття (похований біля церкви Різдва Богородиці).